# Liste des musées et des institutions culturelles de New York
Cet article concerne une liste des musées et des institutions culturelles de la ville de New York aux États-Unis. New York est l'un des foyers culturels du monde contemporain grâce à ses centaines d'institutions culturelles et sites historiques. La liste suivante ne recherche pas d'exhaustivité mais recense par thème quelques-uns des plus importants lieux de culture dans la « Big Apple ».

## Musées

### Art

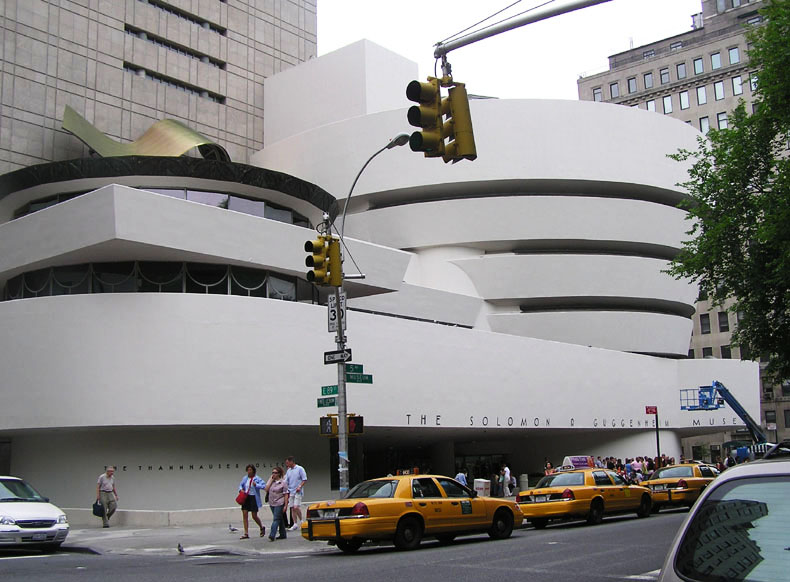
Le Guggenheim

- American Museum of the Moving Image
- American Numismatic Society Museum
- American Folk Art Museum
- Asia Society
- Bronx Museum of the Arts
- Musée d'art Dahesh
- The Drawing Center
- Fisher Landau Center
- Forbes Galleries
- Frick Collection
- International Center of Photography
- International Print Center New York
- Jacques Marchais Museum of Tibetan Art
- Jamaica Center for Arts & Learning

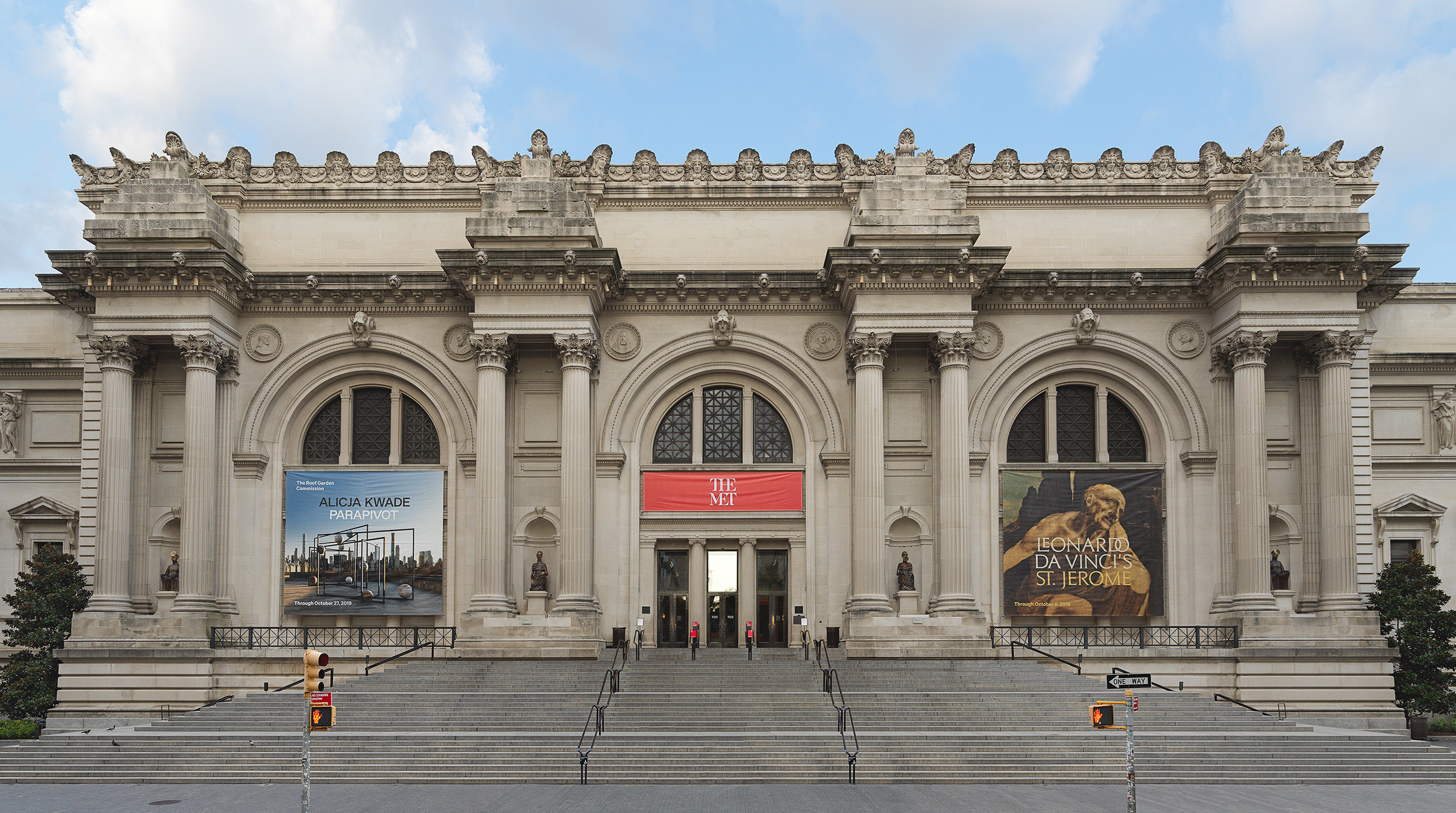
Le Met

- Metropolitan Museum of Art - The Met
  - The Cloisters - collections d'art médiéval
- Municipal Art Society
- Museum for African Art, renommé The Africa Center
- Museum of Biblical Art
- Museum of Comic and Cartoon Art - The MoCCA
- Museum of Modern Art - The MoMA
- Museum of Television and Radio
- Neue Galerie
- New Museum of Contemporary Art

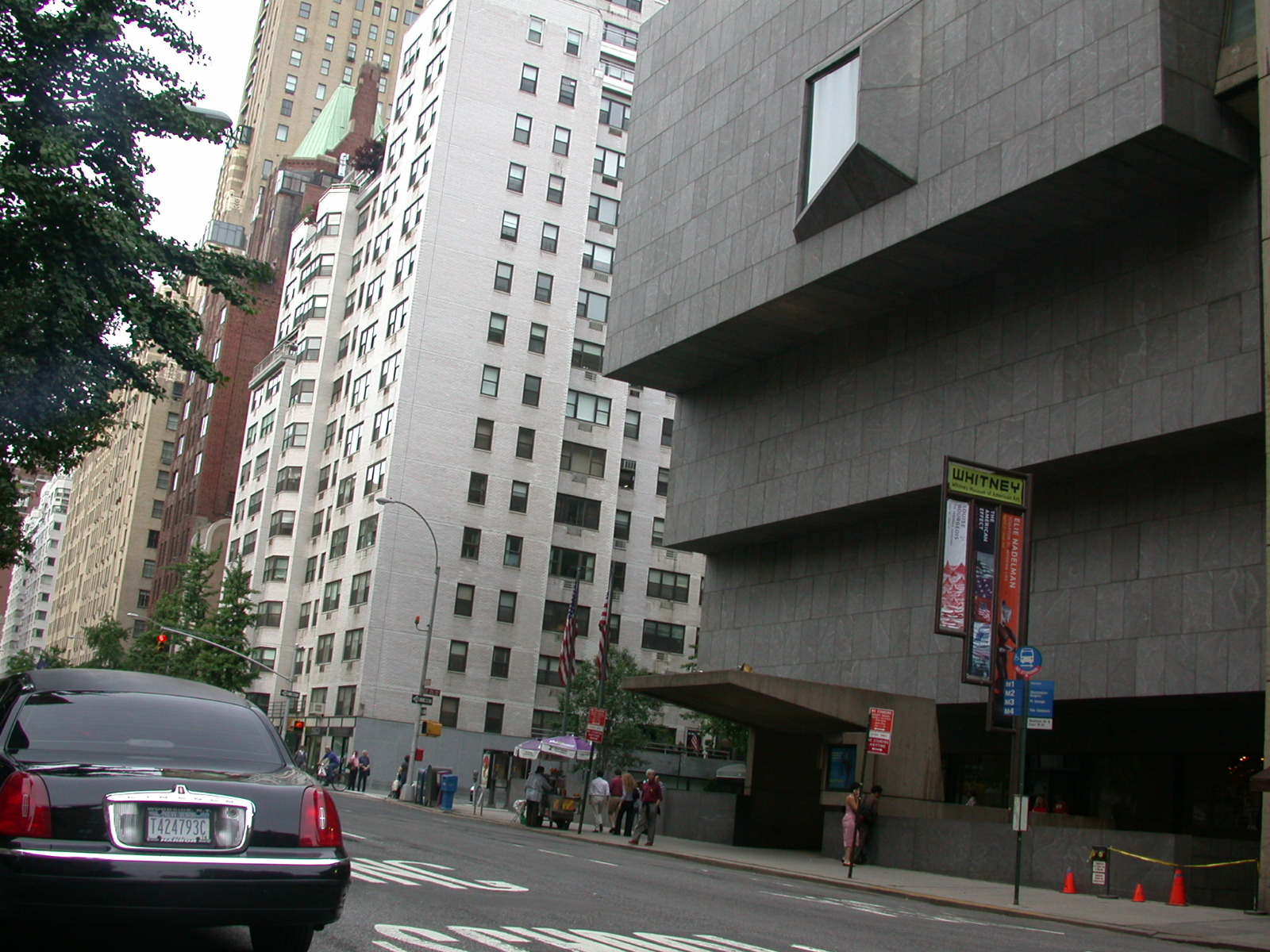
Le Whitney Museum

- Musée Noguchi

- P.S. 1 Contemporary Art Center
- Queens Museum of Art
- Rubin Museum of Art
- SculptureCenter
- Socrates Sculpture Park
- Solomon R. Guggenheim Museum
- Studio Museum in Harlem
- Williamsburg Art & Historical Center
- Whitney Museum of American Art

### Culture et histoire

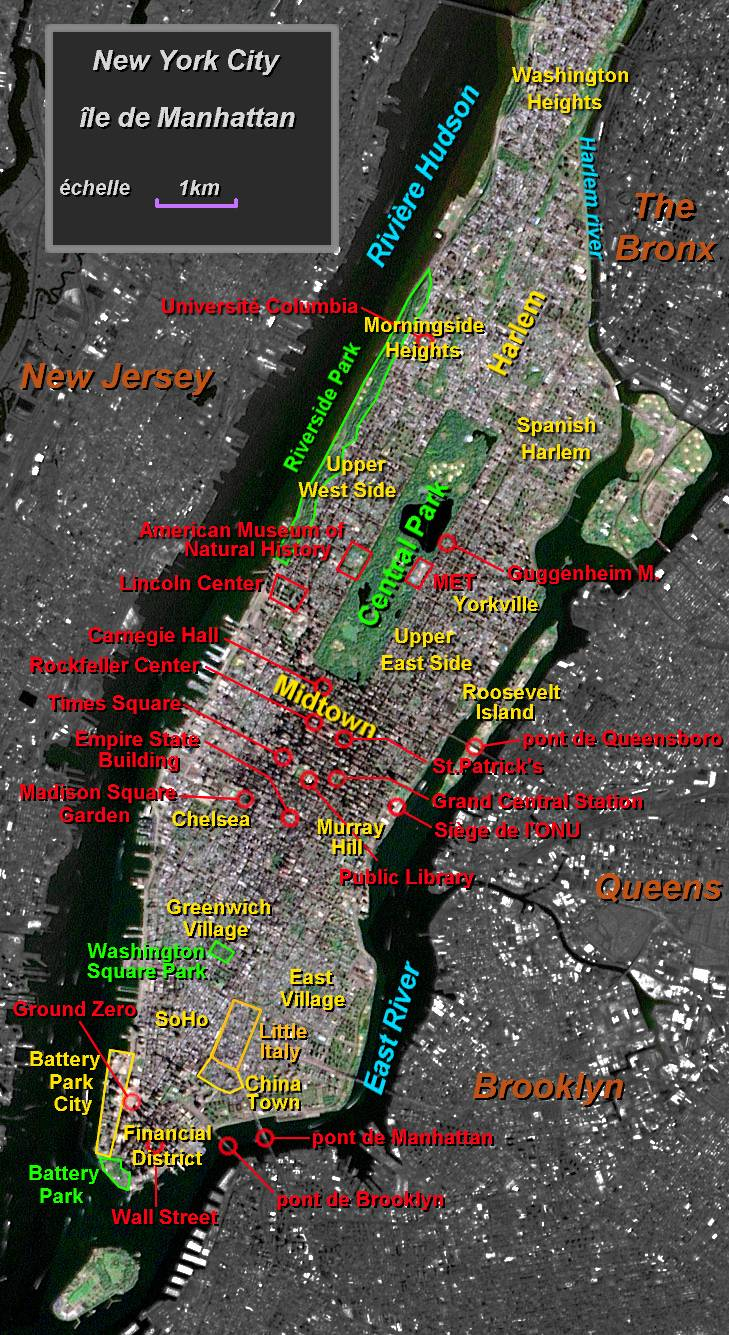
Carte de Manhattan avec les principaux lieux culturels de l'île.

- American Numismatic Society Museum
- Brooklyn Historical Society
- Brooklyn Museum
- Center for Jewish History (New York)
- Coney Island Museum
- The Hispanic Society of America
- Intrepid Sea-Air-Space Museum
- Musée juif (Jewish Museum)
- Merchants House Museum
- Museo del Barrio, El
- Museum of American Finance
- Musée de la ville de New York (Museum of the City of New York)
- Museum of Chinese in the Americas
- Museum of Jewish Heritage
- Musée de l'érotisme (Museum of Sex)
- National Museum of the American Indian (New York - The George Gustav Heye Center)
- Musée maritime de Long Island
- National Museum of Mathematics
- National Museum of Lesbian, Gay, Bisexual & Transgender History
- National Sports Museum
- New York City Fire Museum
- New York City Police Museum
- New York Historical Society
- New York Transit Museum
- Queens County Farm Museum
- Skyscraper Museum
- Staten Island Institute of Arts & Sciences
- Yeshiva University Museum

### Design
- Center for Architecture
- Cooper-Hewitt, Smithsonian Design Museum
- Fashion Institute of Technology
- National Academy of Design
- Parsons The New School for Design

### Sciences naturelles
- Muséum américain d'histoire naturelle

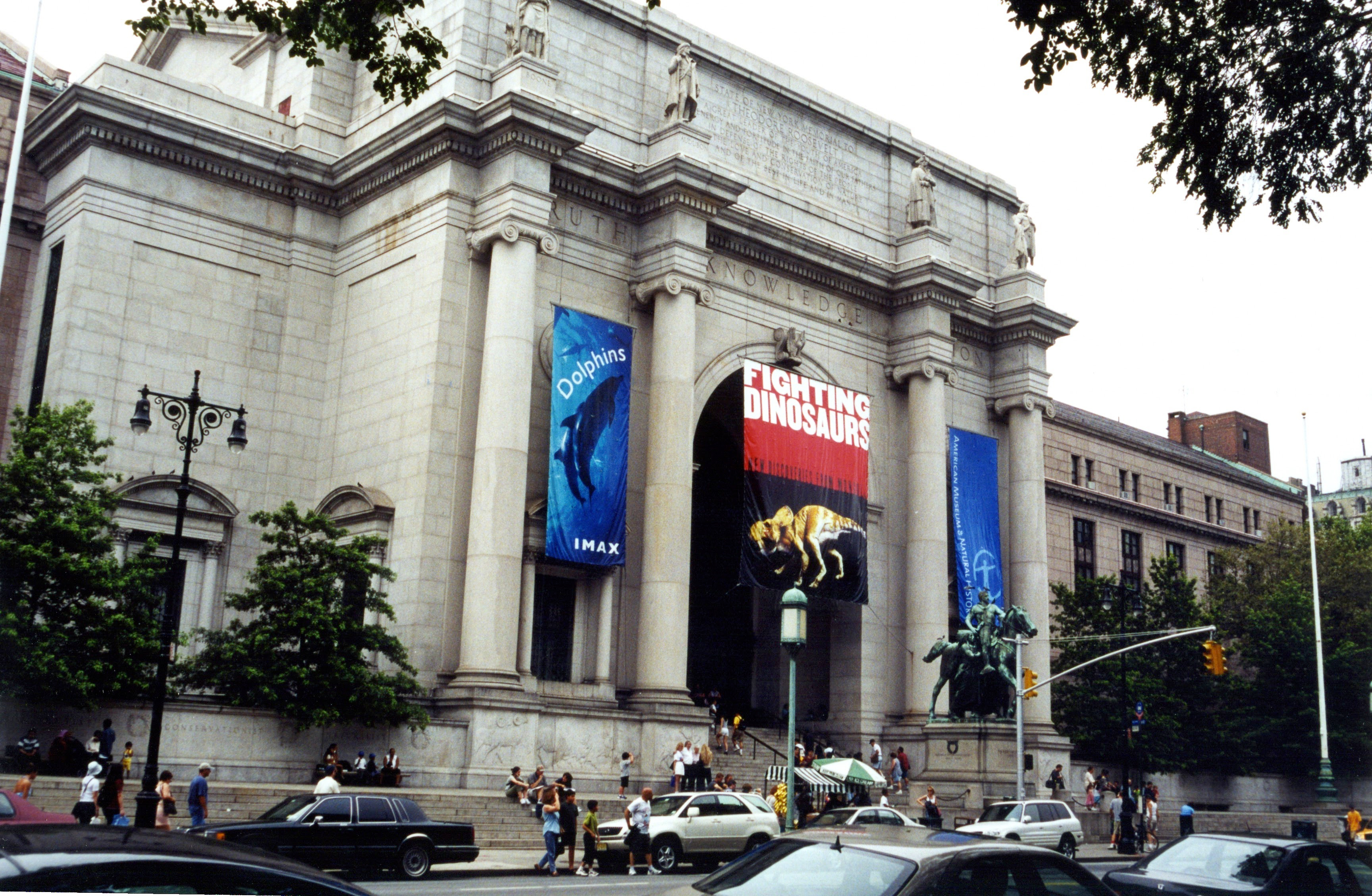
L'American Museum of Natural History en 2000

  - Planétarium Hayden (Rose Center for Earth and Space)
- Zoo du Bronx
- Jardin botanique de Brooklyn
- Aquarium de New York
- Jardin botanique de New York
- New York Hall of Science
- Jardin botanique du Queens
- Zoo de Staten Island
- Wave Hill
- Zoo de Central Park

### Musée de l'enfant

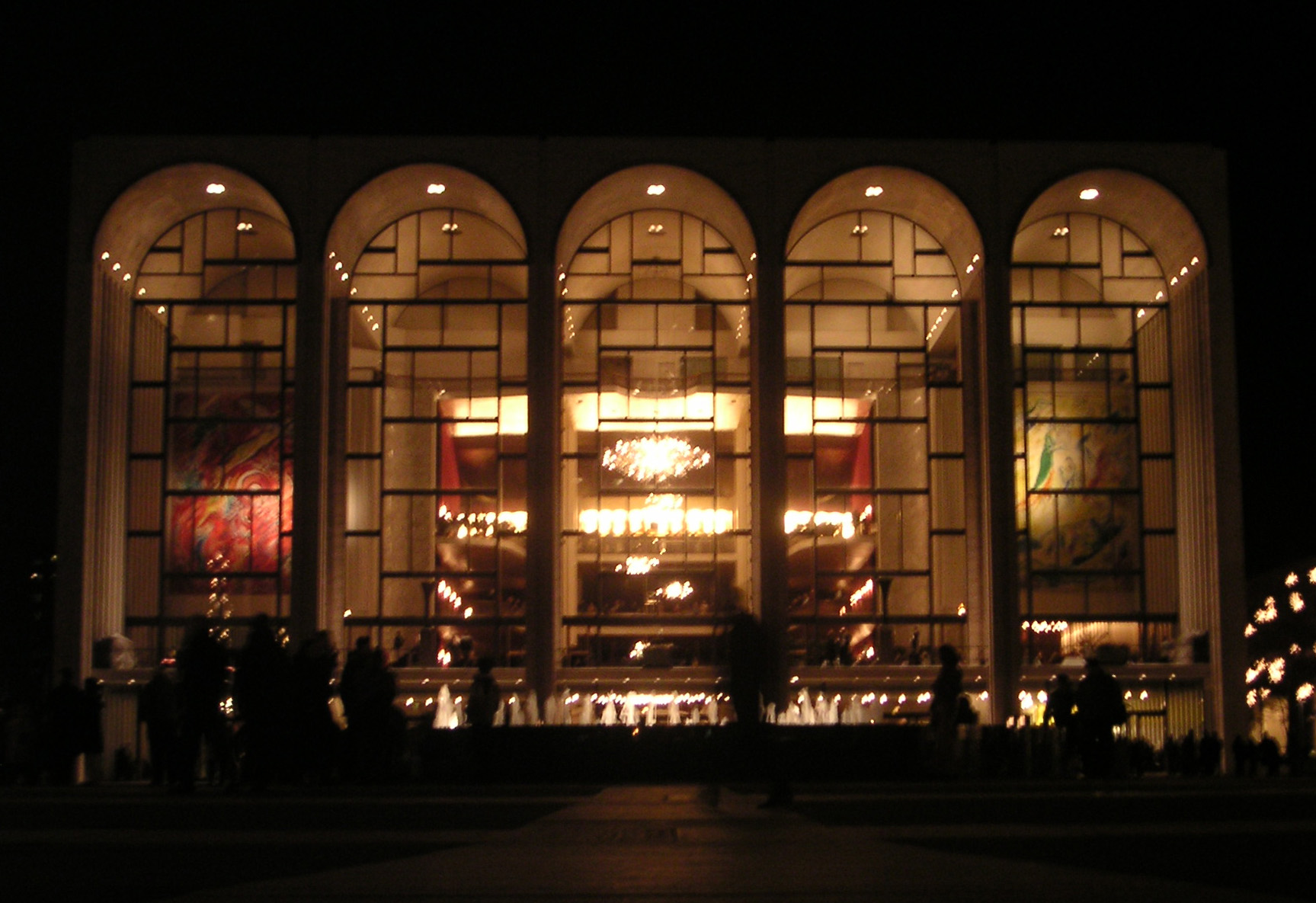
Metropolitan Opera House au Lincoln Center

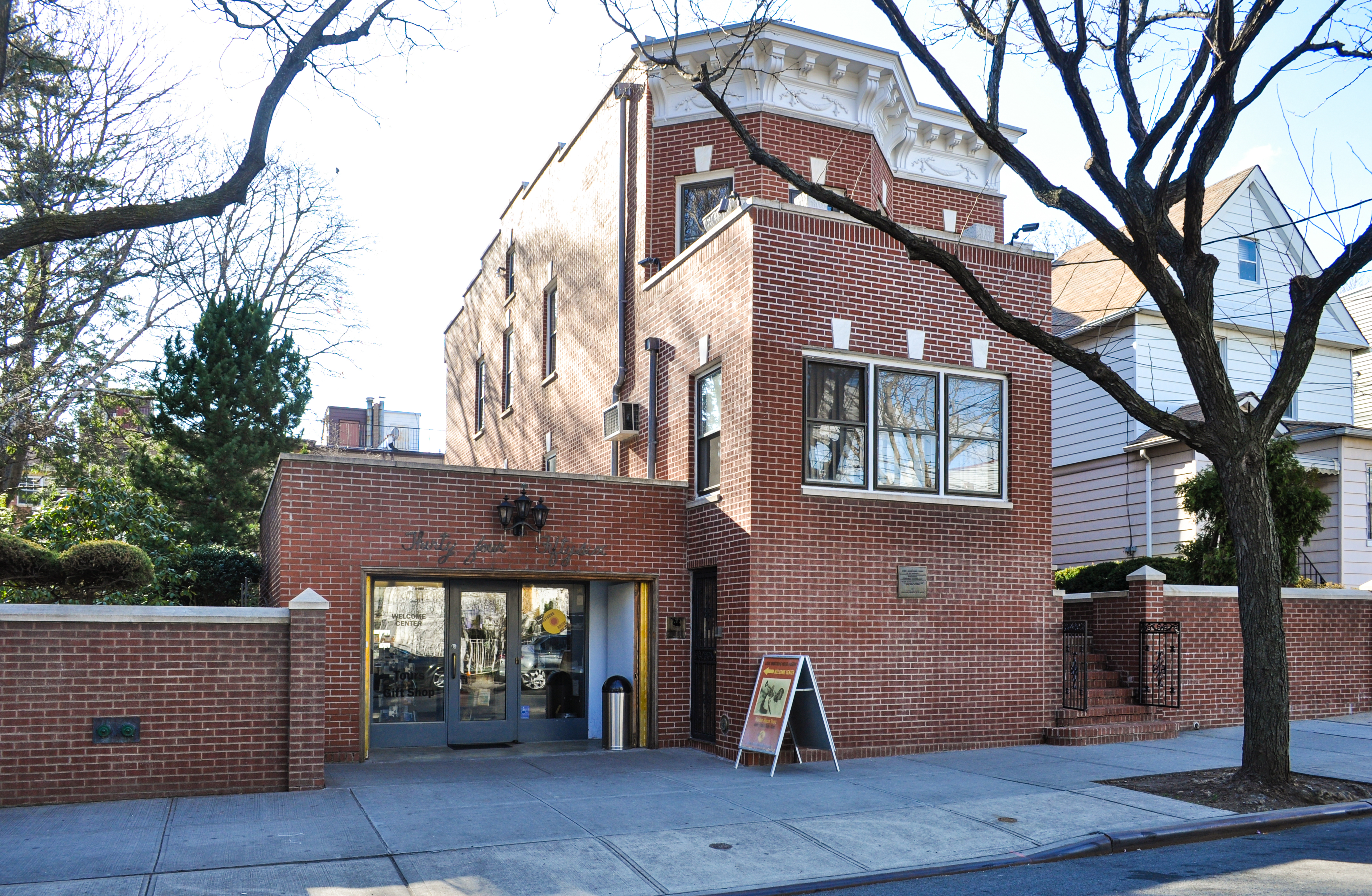
Maison musée de Louis Armstrong de New York de 1943 (classée lieu historique National des États-Unis, et monument historique de New York)

- Brooklyn Children's Museum
- Children's Museum of the Arts
- Children's Museum of Manhattan
- Jewish Children's Museum
- Staten Island Children's Museum

## Arts du spectacle
- Lincoln Center for the Performing Arts
- Avery Fisher Hall
- Jazz at Lincoln Center
- Juilliard School
- Metropolitan Opera House
- New York State Theater, qui accueille : 
  - New York City Ballet
  - New York City Opera

### Musique
- Maison musée de Louis Armstrong
- 92nd Street Y

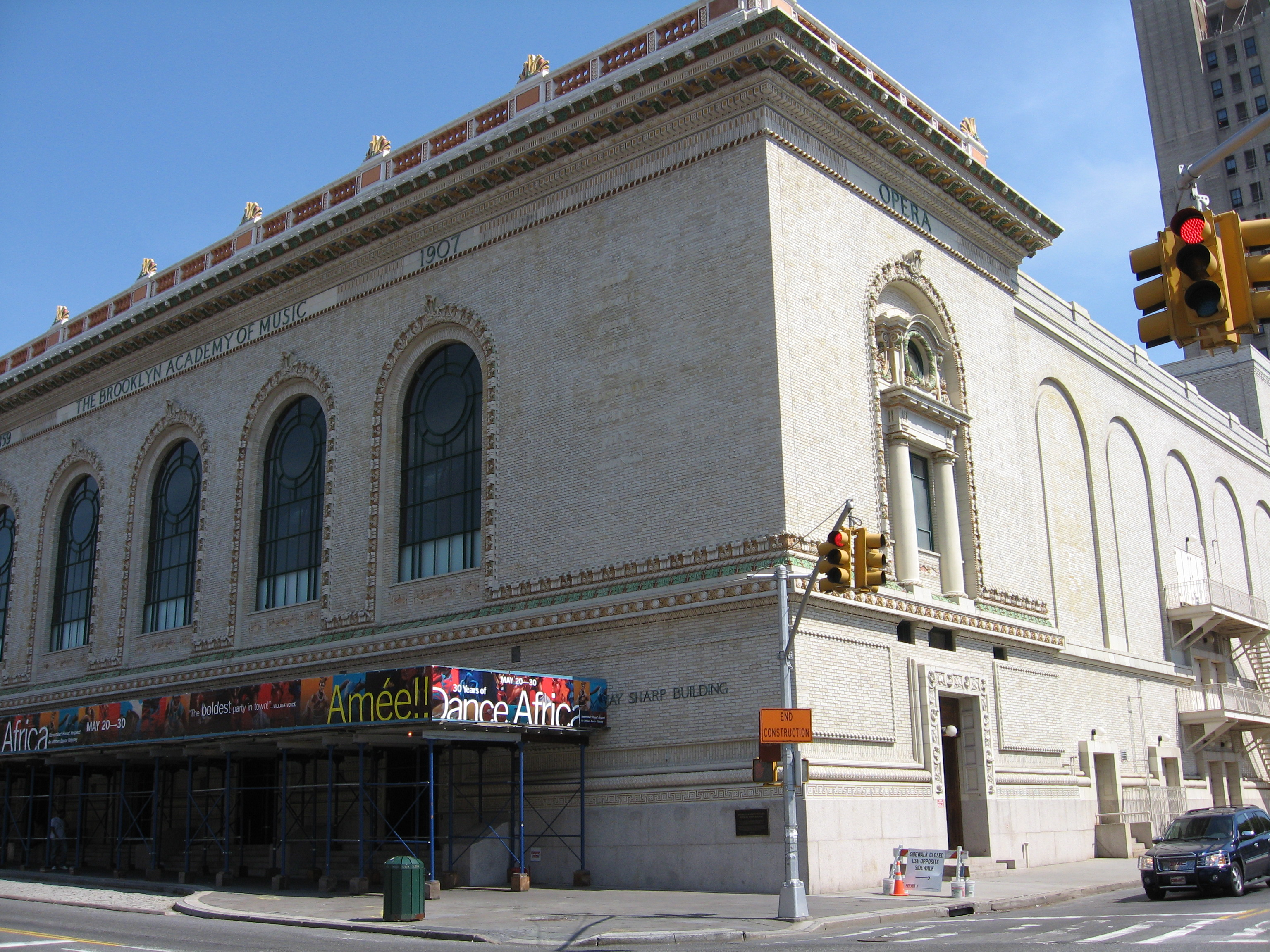
La Brooklyn Academy of Music

- Brooklyn Academy of Music
- Manhattan School of Music
- Juilliard School
- Boys Choir of Harlem
- Mannes College of Music
- New York Collegium
- City Parks Foundation
- New York Public Library for the Performing Arts

### Théâtres
- 92nd Street Y
- Apollo Theater
- Biltmore Theatre
- Bowery Ballroom
- Carnegie Hall
- Hammerstein Ballroom
- Joyce Theater
- The Kitchen
- La MaMa, E.T.C.
- New York City Center
- Public Theater
- Performance Space 122
- Radio City Music Hall
- Royal WAH Theater

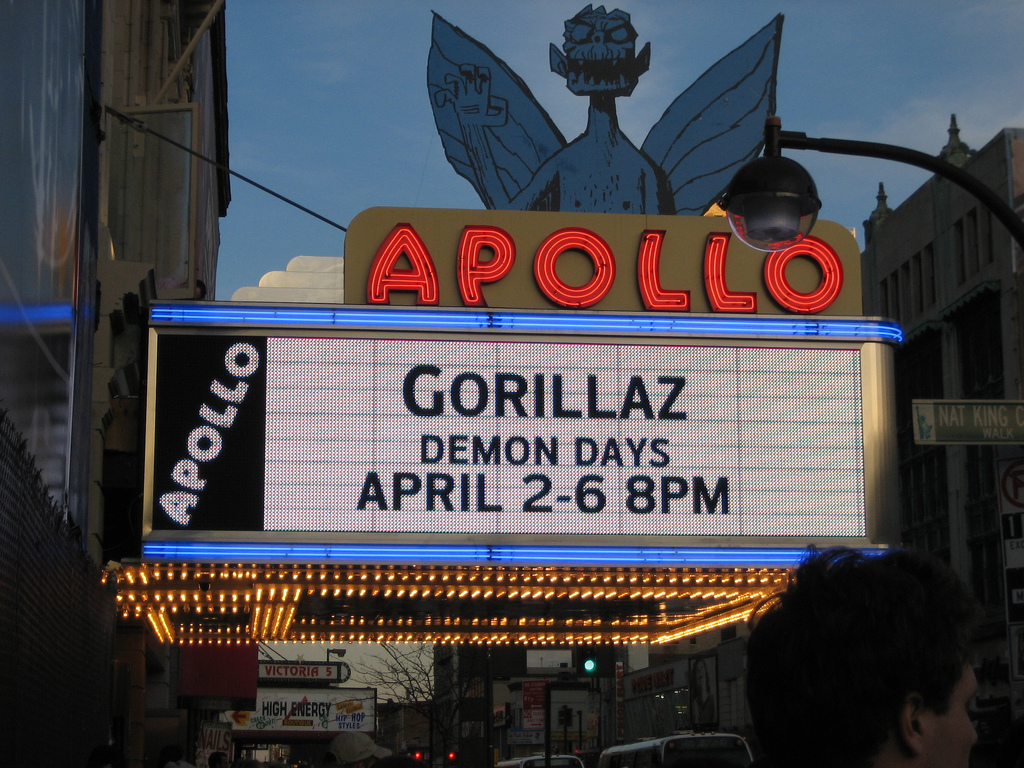
Enseigne de l'Apollo Theater en 2006

- Snug Harbor Cultural Center
- The Town Hall

## Principaux sites historiques

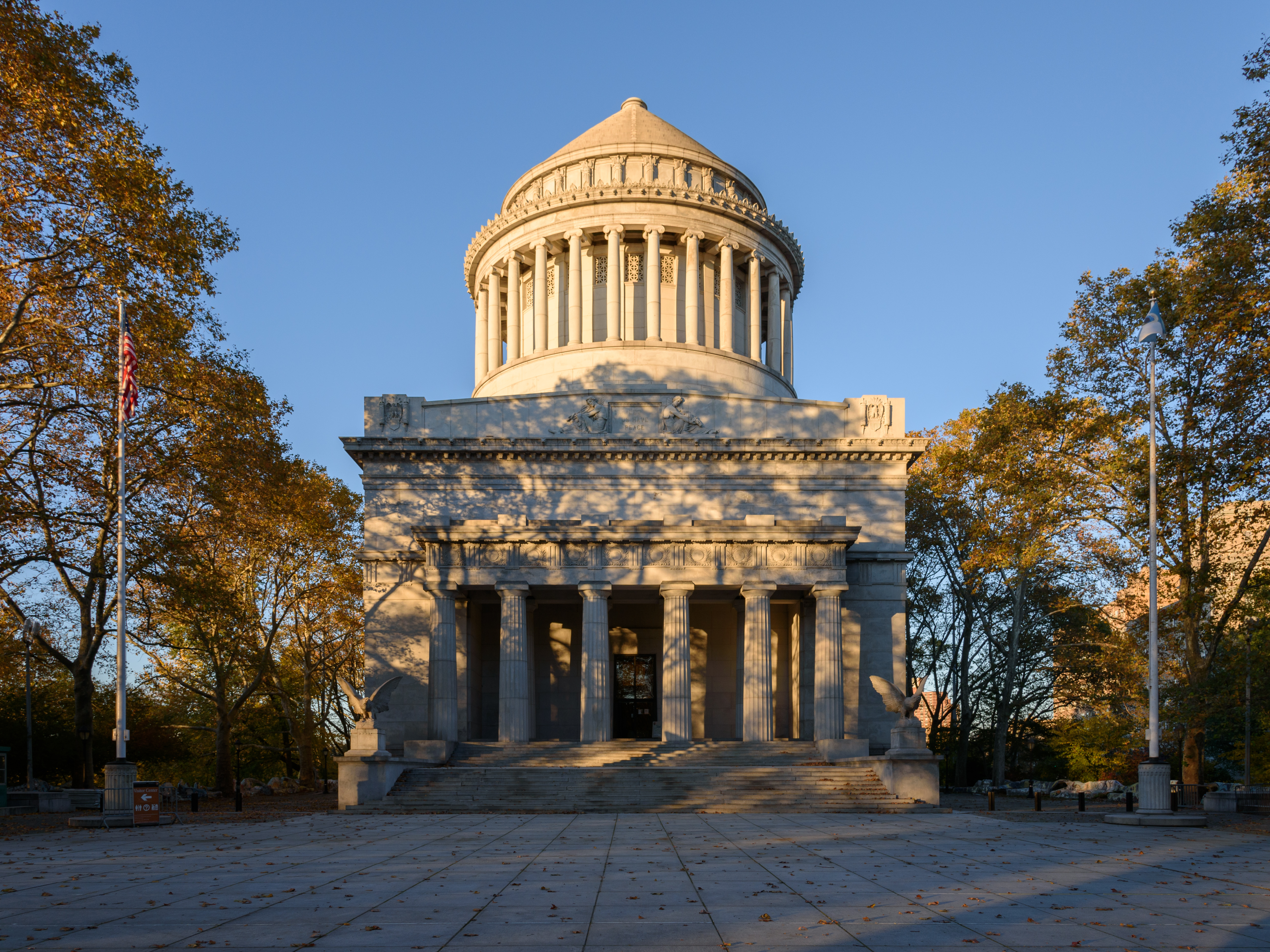
Mausolée du général et président des États-Unis Ulysses S. Grant.

- African Burial Ground National Monument
- Bartow-Pell Mansion
- Dakota Building
- Ellis Island
- Federal Hall
- Fort Schuyler
- Governors Island
- Gracie Mansion
- Grant's Tomb
- Historic Richmond Town
- Irish Hunger Memorial
- Lower East Side Tenement Museum
- Snug Harbor Cultural Center
- Theodore Roosevelt Birthplace National Historic Site
- Weeksville Heritage Center

### Site duWorld Trade Center
- International Freedom Center
- World Trade Center Memorial
- Tribute in Light

## Bibliothèques
- Pierpont Morgan Library
- New York Public Library

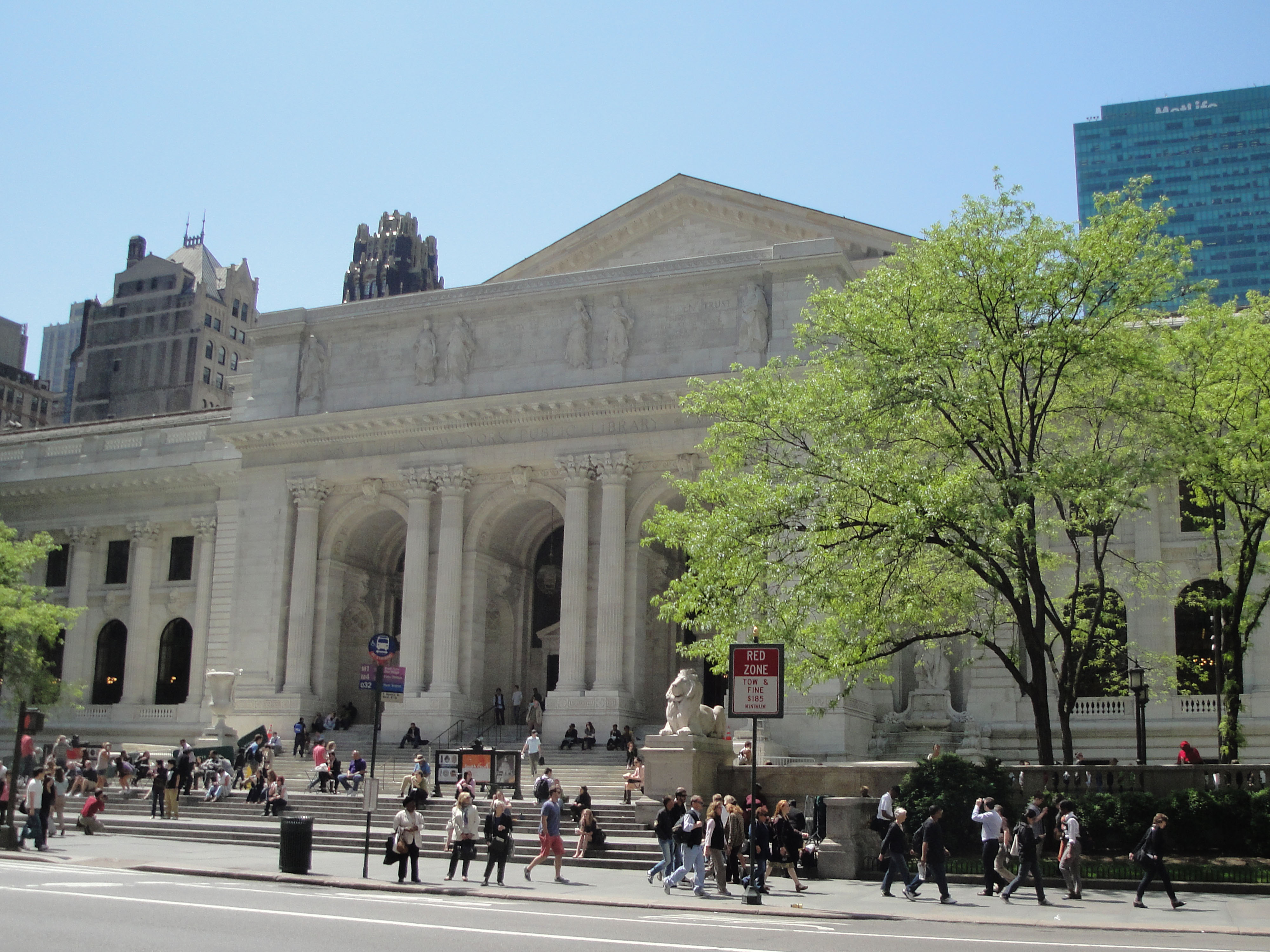
La New York Public Library

- New York Academy of Medicine Library
- New York Society Library
- Arthur Schomburg Center for Research in Black Culture
- Andrew Heiskell Braille and Talking Book Library
- Frick Art Reference Library
- Biblioteca Instituto Cervantes
- Shevchenko Scientific Society
- United Nations Dag Hammarskjold Library
- Cooper-Hewitt National Design Museum
- Cloisters Library and Archives
- Brooklyn Public Library
- Queens Public Library